# Odisha Football Club 2021-2022
Questa voce raccoglie le informazioni riguardanti il Odisha nelle competizioni ufficiali della stagione 2021-2022.

## Organigramma societario

### Staff tecnico
- Kino Sanchez - Allenatore ad interim
- Anshul Katiyar - Vice allenatore
- Manu Patricio - Allenatore portieri

## Rosa
| N. |                    | Ruolo | Calciatore            |
| -- | ------------------ | ----- | --------------------- |
| 1  | India (bandiera)   | P     | Arshdeep Singh        |
| 2  | India (bandiera)   | C     | Lalhrezuala Sailung   |
| 3  | Spagna (bandiera)  | D     | Víctor Mongil         |
| 4  | Spagna (bandiera)  | D     | Héctor Rodas          |
| 7  | Spagna (bandiera)  | A     | Aridai Cabrera        |
| 8  | India (bandiera)   | C     | Paul Ramfangzauva     |
| 9  | Brasile (bandiera) | A     | Jonathas              |
| 10 | Spagna (bandiera)  | C     | Javi Hernández        |
| 11 | India (bandiera)   | C     | Nandha Kumar Sekar    |
| 12 | India (bandiera)   | A     | Akshunna Tyagi        |
| 13 | India (bandiera)   | D     | Gaurav Bora           |
| 14 | India (bandiera)   | A     | Daniel Lalhlimpuia    |
| 15 | India (bandiera)   | C     | Shubham Sarangi       |
| 17 | India (bandiera)   | C     | Jerry Mawihmingthanga |
| 18 | India (bandiera)   | A     | Redeem Tlang          |

| N. |                     | Ruolo | Calciatore               |
| -- | ------------------- | ----- | ------------------------ |
| 19 | India (bandiera)    | C     | Isak Vanlalruatfela      |
| 21 | India (bandiera)    | A     | Nikhil Raj               |
| 22 | India (bandiera)    | D     | Hendry Antonay           |
| 24 | India (bandiera)    | C     | Thoiba Singh Moirangthem |
| 27 | India (bandiera)    | D     | Sebastian Thangmuansang  |
| 28 | India (bandiera)    | A     | Premjit Singh            |
| 30 | India (bandiera)    | P     | Kamaljit Singh           |
| 31 | India (bandiera)    | P     | Antonio D'Silva          |
| 33 | India (bandiera)    | D     | Karan Amin               |
| 36 | India (bandiera)    | D     | Sahil Panwar             |
| 39 | India (bandiera)    | D     | Lalruatthara             |
| 48 | India (bandiera)    | C     | Isaac Vanmalsawma        |
| 55 | India (bandiera)    | D     | Deven Sawhney            |
| 77 | India (bandiera)    | C     | CVL Remtluanga           |
| 92 | Malaysia (bandiera) | C     | Liridon Krasniqi         |

### Altri giocatori
| N. |                  | Ruolo | Calciatore    |
| -- | ---------------- | ----- | ------------- |
|    | India (bandiera) | P     | Ankit Bhuyan  |
|    | India (bandiera) | D     | Saurabh Meher |

| N. |                  | Ruolo | Calciatore       |
| -- | ---------------- | ----- | ---------------- |
|    | India (bandiera) | D     | Kamalpreet Singh |
|    | India (bandiera) | A     | Baoringdao Bodo  |

## Calciomercato
| Acquisti | Acquisti                 | Acquisti                 | Acquisti   |
| R.       | Nome                     | da                       | Modalità   |
| -------- | ------------------------ | ------------------------ | ---------- |
| P        | Arshdeep Singh           |                          |            |
| P        | Kamaljit Singh           |                          |            |
| P        | Ankit Bhuyan             |                          |            |
| P        | Ravi Kumar               |                          |            |
| D        | Sebastian Thangmuansang  | Gokulam Kerala           | Definitivo |
| D        | Lalruatthara             | Kerala Blasters          | Definitivo |
| D        | Sahil Panwar             | Hyderabad                | Definitivo |
| D        | Víctor Mongil            |                          | Svincolati |
| D        | Héctor Rodas             | Leonesa                  | Definitivo |
| D        | Hendry Antonay           |                          |            |
| D        | Mohammad Sajid Dhot      |                          |            |
| D        | Saurabh Meher            |                          |            |
| D        | Gaurav Bora              |                          |            |
| D        | Kamalpreet Singh         |                          |            |
| D        | Deven Sawhney            | Template:Calcio Odisha B | Definitivo |
| C        | Isaac Vanmalsawma        |                          | Svincolato |
| C        | Jerry Mawihmingthanga    |                          |            |
| C        | Javi Hernández           |                          | Svincolato |
| C        | Liridon Krasniqi         | Johor Darul Ta'zim       | Prestito   |
| C        | Thoiba Singh Moirangthem |                          |            |
| C        | Lalhrezuala Sailung      |                          |            |
| C        | Paul Ramfangzauva        |                          |            |
| C        | Shubham Sarangi          |                          |            |
| C        | Vinit Rai                |                          |            |
| C        | Isak Vanlalruatfela      |                          |            |
| C        | Nandha Kumar Sekar       |                          |            |
| C        | CVL Remtluanga           | Template:Calcio Odisha B | Definitivo |
| A        | Nikhil Raj               | Kickstart                | Prestito   |
| A        | Aridai Cabrera           | Las Palmas               | Definitivo |
| A        | Jonathas                 | Sharjah                  | Definitivo |
| A        | Daniel Lalhlimpuia       |                          |            |
| A        | Premjit Singh            |                          |            |
| A        | Baoringdao Bodo          |                          |            |
| A        | Akshunna Tyagi           | Template:Calcio Odisha B | Definitivo |

| Cessioni | Cessioni         | Cessioni           | Cessioni      |
| R.       | Nome             | a                  | Modalità      |
| -------- | ---------------- | ------------------ | ------------- |
| D        | Steven Taylor    | Wellington Phoenix | Definitivo    |
| D        | Jacob Tratt      | Adelaide Utd       | Definitivo    |
| D        | George D'Souza   | Bengaluru United   | Definitivo    |
| C        | Brad Inman       | ATK Mohun Bagan    | Fine prestito |
| C        | Cole Alexander   |                    | Svincolato    |
| C        | Diawandou Diagne | KTP                | Definitivo    |
| A        | Diego Maurício   |                    | Svincolato    |
| A        | Manuel Onwu      | Badalona           | Definitivo    |
| A        | Rishabh Dobriyal | Hindustan          | Definitivo    |

### Mercato invernale
| Acquisti | Acquisti        | Acquisti   | Acquisti   |
| R.       | Nome            | da         | Modalità   |
| -------- | --------------- | ---------- | ---------- |
| P        | Antonio D'Silva | Dempo      | Definitivo |
| D        | Karan Amin      | Jamshedpur | Definitivo |
| A        | Redeem Tlang    | FC Goa     | Prestito   |

| Cessioni | Cessioni            | Cessioni    | Cessioni   |
| R.       | Nome                | a           | Modalità   |
| -------- | ------------------- | ----------- | ---------- |
| P        | Ravi Kumar          | Mumbai City | Prestito   |
| D        | Jones Lalthakima    | Aizawl      | Prestito   |
| D        | Mohammad Sajid Dhot | Chennaiyin  | Definitivo |
| C        | Vinit Rai           | Mumbai City | Prestito   |
| A        | Samuel Lalmuanpuia  | Aizawl      | Prestito   |

### Cambio di allenatore
| Allenatore in uscita | Motivo  | Dal            | Fino al         | Allenatore in entrata | A partire dal |
| -------------------- | ------- | -------------- | --------------- | --------------------- | ------------- |
| Kiko Ramírez         | Esonero | 20 luglio 2021 | 14 gennaio 2022 |                       |               |

## Risultati

### Indian Super League
| Arbitro: | Venkatesh R. |

|                                             |           |                |
| Javi Hernández 3’, 51’ Aridai Cabrera 90+5’ | Marcatori | 21’ Alan Costa |

| Arbitro: | Kundu H. |

|                                                                                              |           |                                                                         |
| Héctor Rodas 34’, 40’ Javi Hernández 45+1’ Aridai Cabrera 71’, 90+3’ Isak Vanlalruatfela 82’ | Marcatori | 14’ Darren Sidoel 80’ Thongkhosiem Haokip 90’ 90+2’ (Rig.) Daniel Chima |

| Arbitro: | Ramachandra V. |

|                                                 |           |                  |
| Álvaro Vázquez 62’ Prasanth Karuthadathkuni 85’ | Marcatori | 90+6’ Nikhil Raj |

| Arbitro: | Nathan S. |

|              |           |  |
| Jonathas 81’ | Marcatori |  |

| Arbitro: | Srikrishna C. |

|  |           |                                            |
|  | Marcatori | 3’ Peter Hartley 4’, 21’, 35’ Greg Stewart |

| Arbitro: | Mondal P. |

|                                          |           |                      |
| Germanpreet Singh 24’ Mirlan Murzaev 63’ | Marcatori | 90+6’ Javi Hernández |

| Arbitro: | Srikrishna C. |

|              |           |                   |
| Jonathas 53’ | Marcatori | 42’ Iván González |

| Arbitro: | Kanojia A. |

| |           |                   |
| Héctor Rodas 9’ (A.g.) Bartholomew Ogbeche 39’, 61’ Edu García 54’ Javier Siverio 72’ João Victor 86’ (Rig.) | Marcatori | 16’ (A.g.) Juanan |

| Arbitro: | Venkatesh R. |

|                                                               |           |                                  |
| Aridai Cabrera 4’ Jerry Mawihmingthanga 70’, 78’ Jonathas 89’ | Marcatori | 11’ Ahmed Jahouh 39’ Igor Angulo |

| Margao 23 gennaio 2022, ore 17:00 UTC+5:30 11ª giornata | ATK Mohun Bagan | 0 – 0 referto | Odisha | Fatorda Stadium (0 spett.)\| Arbitro: \| Kundu H. \| |
| Arbitro:                                                | Kundu H.        |               |        |                                                      |

| Arbitro: | Nathan S. |

|  |           |                                      |
|  | Marcatori | 28’ Nishu Kumar 40’ Harmanjot Khabra |

| Arbitro: | Kanojia A. |

|  |           |                                           |
|  | Marcatori | 17’ Daniel Lalhlimpuia 22’ Aridai Cabrera |

| Arbitro: | Srikrishna C. |

|                                        |           |                                                    |
| Jerry Mawihmingthanga 45’ Jonathas 84’ | Marcatori | 51’ Joel Chianese 70’ João Victor 73’ Akash Mishra |

| Arbitro: | Nathan S. |

|               |           |                     |
| Jesuraj 90+4’ | Marcatori | 61’ (Rig.) Jonathas |

| Arbitro: | Rowan A. |

|                       |           |                                 |
| Antonio Perošević 64’ | Marcatori | 23’ Jonathas 75’ Javi Hernández |

| Arbitro: | Purkayastha A. |

|                 |           |                      |
| Redeem Tlang 5’ | Marcatori | 8’ (Rig.) Joni Kauko |

| Arbitro: | Nathan S. |

|                                                 |           |                       |
| Danish Farooq Bhat 31’ Cleiton Silva 49’ (Rig.) | Marcatori | 8’ Nandha Kumar Sekar |

| Arbitro: | Mondal P. |

|                                                                          |           |                         |
| Daniel Chima 23’, 26’ Ritwik Das 54’ Jordan Murray 71’ Ishan Pandita 87’ | Marcatori | 45+1’ Paul Ramfangzauva |

| Arbitro: | Mondal P. |

|                                 |           |                                  |
| Javi Hernández 18’ Jonathas 51’ | Marcatori | 2’ Rahim Ali 70’ Nerijus Valskis |

| Arbitro: | Nathan S. |

|                                           |           |                |
| Igor Angulo 41’, 70’ Bipin Singh 47’, 73’ | Marcatori | 90+1’ Jonathas |

#### Andamento in campionato
| Giornata  | 1 | 2 | 3 | 4 | 5 | 6 | 7 | 8 | 9 | 10 | 11 | 12 | 13 | 14 | 15 | 16 | 17 | 18 | 19 | 20 | 21 | 22 |
| --------- | - | - | - | - | - | - | - | - | - | -- | -- | -- | -- | -- | -- | -- | -- | -- | -- | -- | -- | -- |
| Luogo     | X | C | C | T | C | C | T | C | T | C  | T  | C  | T  | X  | C  | T  | T  | C  | T  | T  | C  | T  |
| Risultato | X | V | V | P | V | P | P | N | P | V  | N  | P  | V  | X  | P  | N  | V  | N  | P  | P  | N  | P  |
| Posizione | 7 | 3 | 2 | 4 | 2 | 4 | 6 | 7 | 7 | 7  | 7  | 7  | 6  | 7  | 8  | 8  | 7  | 7  | 7  | 7  | 7  | 7  |

Legenda:

Luogo: C = Casa; T = Trasferta. Risultato: V = Vittoria; N = Pareggio; P = Sconfitta.